# Unknown Mortal Orchestra
Das Unknown Mortal Orchestra ist eine US-amerikanisch-neuseeländische Band aus Portland. Sie spielt eine Mischung aus Funk und Psychedelic Rock.

## Geschichte
Ruban Nielson gründete 2001 in Neuseeland mit seinem Bruder Kody die Band The Mint Chicks. Die Band veröffentlichte bis zu ihrer Auflösung 2010 mehrere EPs und drei LPs. 2007 siedelten die Brüder an die US-Westküste nach Portland in Oregon um.
Im Frühjahr 2010 erschien auf Bandcamp ein Track mit dem Titel Ffunny Ffrends, ohne weiteren Angaben. Urheber war Ruban Nielson und die Resonanz auf den Track war gewaltig. Als Autor des Stücks führt er ein mysteriöses Unknown Mortal Orchestra (dt. „Orchester eines unbekannten Sterblichen“) an.
Nach dem Weberfolg von Ffunny Ffrends arbeitete Nielson an einem Album. 2011 erschien dieses und trug den Titel Unknown Mortal Orchestra. Anschließend ging Nielson mit einem Bassisten und einem Schlagzeuger für 18 Monate auf Tour. Nielson zog sich erneut in seinen Keller zurück und arbeitete am zweiten Album II. Dieses erschien Anfang 2013. Auf diesem Album waren auch der Schlagzeuger Jacob Portrait und der Bassist Greg Rogove zu hören.
Das Unknown Mortal Orchestra veröffentlichte 2015 sein drittes Album mit dem Titel Multi-Love und war damit im Mai 2015 auf Deutschland-Tour.

## Diskografie
Alben
- 2011: Unknown Mortal Orchestra
- 2013: II
- 2015: Multi-Love
- 2018: Sex & Food
- 2018: IC-01 Hanoi
- 2023: V

Lieder mit Auszeichnungen
- 2013: So good at being in Trouble (US: Gold)[3]
- 2018: Beauty & Essex (US: Gold)
- 2018: Hunnybee (US: Gold)